# 维尔茨陨击坑
维尔茨陨击坑（Wirtz）是火星阿耳古瑞区的一座撞击坑，就坐落在大型撞击坑阿耳古瑞平原的东侧边缘上，其中心坐标位于南纬48.6度、西经26度处，直径120.26公里（74.73英里）。该特征取名自德国天文学家卡尔·威廉·维尔茨（1886年-1956年），1973年被国际天文联合会行星系统命名工作组批准接受。

## 图集

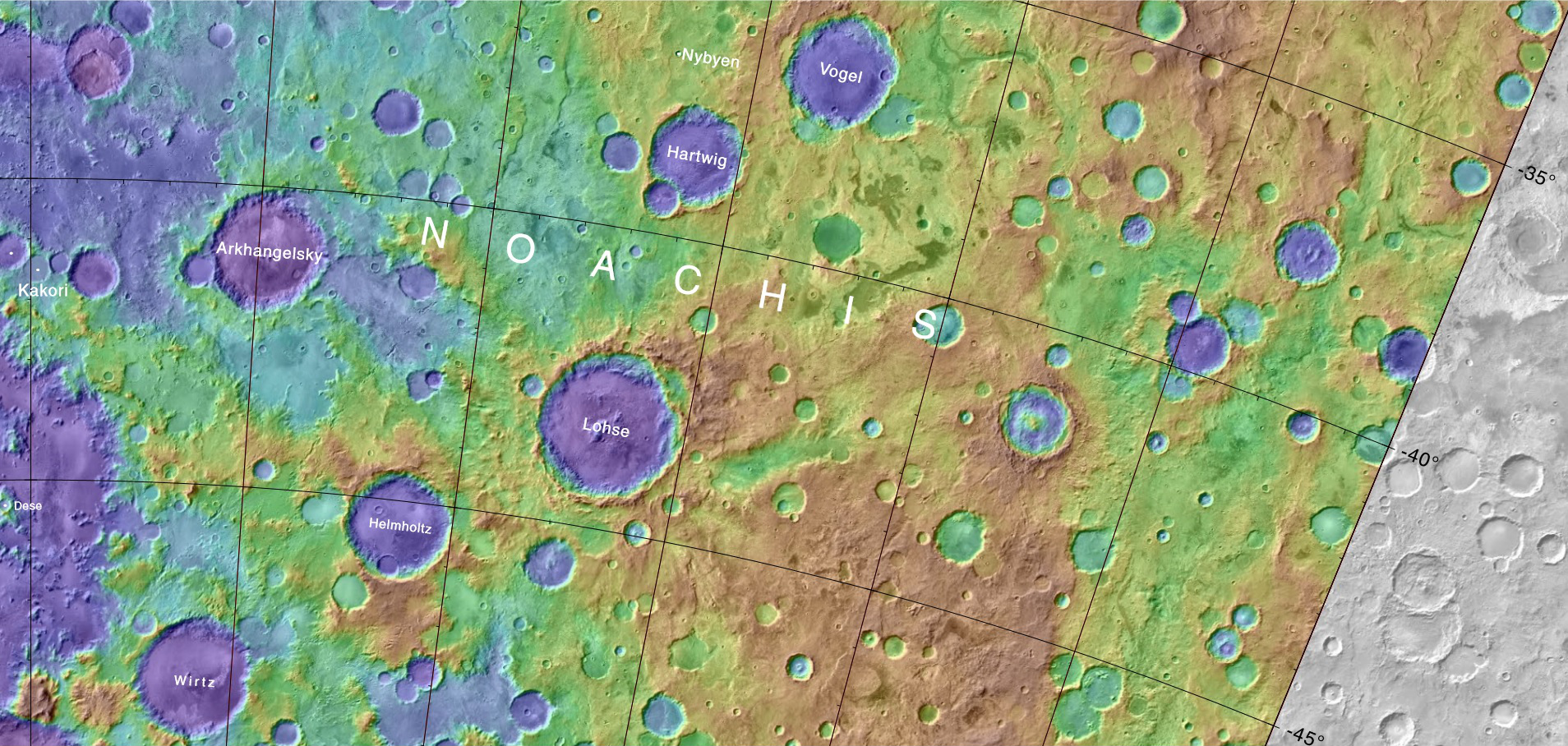
显示了维尔茨陨击坑及附近其它陨坑位置的地形图。
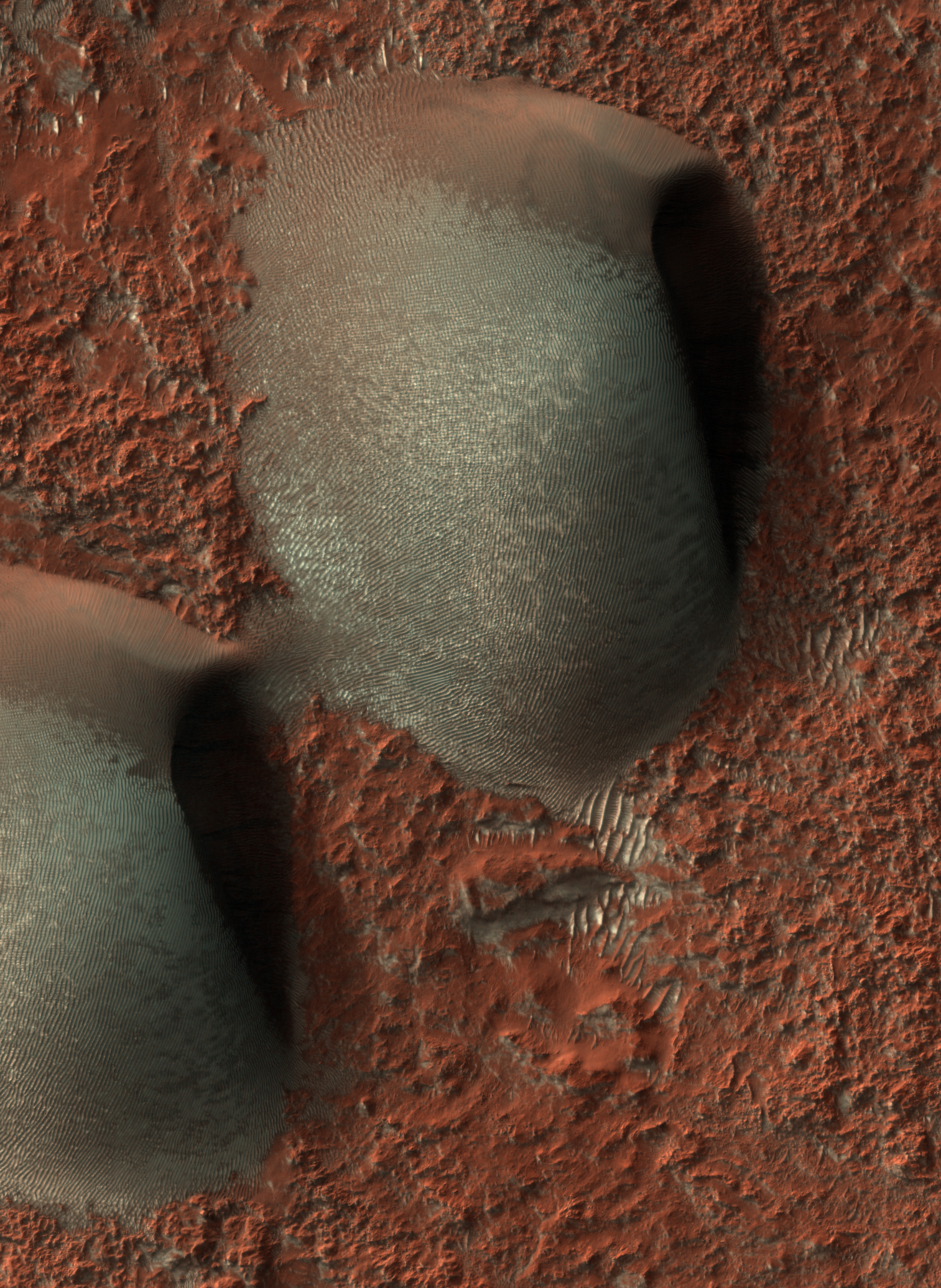
高分辨率成像科学设备显示的维尔茨陨击坑内带有涟漪纹和霜冻的沙丘。
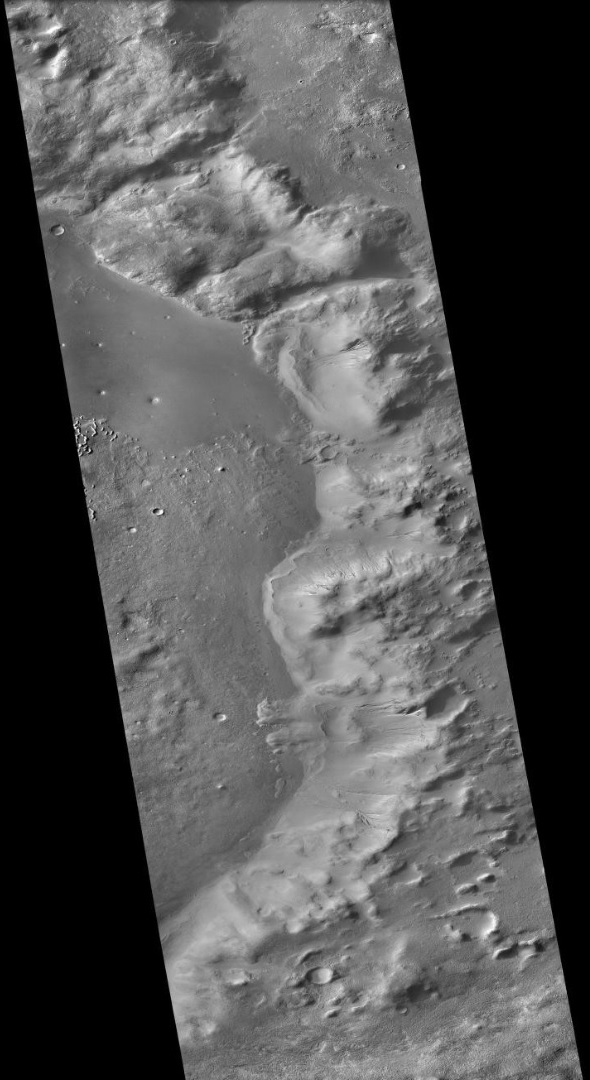
火星勘测轨道飞行器背景相机拍摄的维尔茨陨击坑东侧边缘。
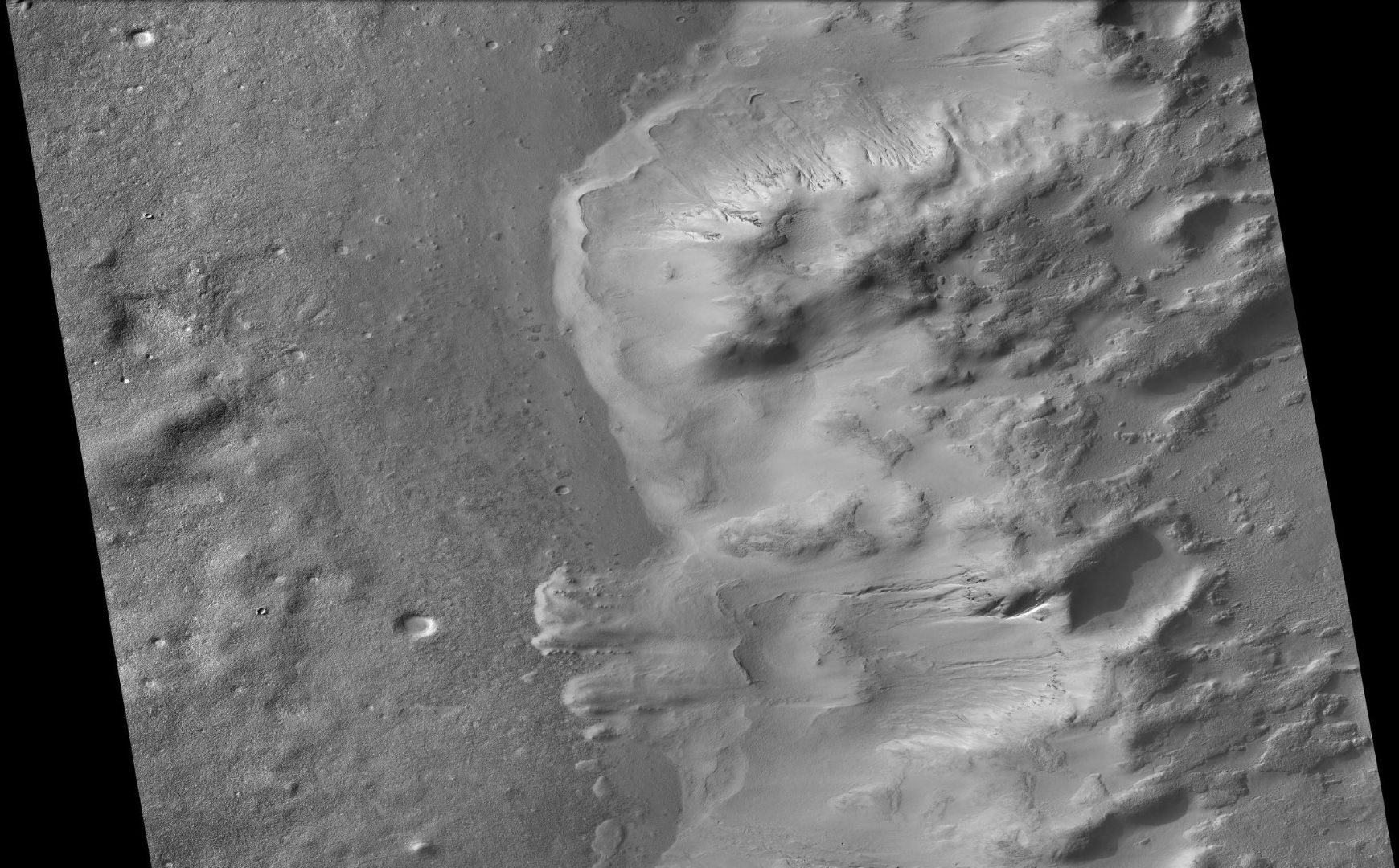
背景相机拍摄的维尔茨陨坑内的冲沟。注：这是前一幅图像的放大版，图中还显示了弯曲的山脊，这些山脊可能是古冰川。

## 另请查看
- 小行星卡尔维尔茨
- 火星撞击坑